# Duke of York (Schiff, 1941)
Die HMS Duke of York, (17), war ein britisches Schlachtschiff der King-George-V-Klasse. Sie war das dritte Schiff dieser Klasse, wurde am 4. November 1941 in Dienst gestellt und war an mehreren Unternehmungen während des Zweiten Weltkriegs beteiligt. Sie wurde 1949 außer Dienst gestellt und 1957 abgewrackt.

## Geschichte
Die Duke of York wurde am 5. Mai 1937 in der Werft von John Brown & Company in Clydebank, Schottland, auf Kiel gelegt am 28. Februar 1940 vom Stapel gelassen und am 4. November 1941 fertiggestellt. Zwei Tage später wurde das Schiff für den Einsatz in der Home Fleet in Dienst gestellt.
Im Dezember 1941 brachte sie Premierminister Winston Churchill zu einer Konferenz mit dem US-Präsidenten Franklin D. Roosevelt. Sie erreichte Annapolis am 22. Dezember 1941 und fuhr anschließend nach Bermuda. Am 17. Januar verließ sie Bermuda in Richtung Heimat und schloss sich bei ihrer Rückkehr am 30. Januar in Scapa Flow wieder der Home Fleet an.
Am 1. März 1942 leistete sie dem Konvoi PQ 12 zusammen mit dem Schlachtkreuzer Renown, dem Kreuzer Kenya und sechs Zerstörern Geleitschutz. Aufgrund der Befürchtungen von Admiral John Tovey, dass das deutsche Schlachtschiff Tirpitz versuchen könnte, den Konvoi abzufangen, wurde der Verband am 6. März durch das Schwesterschiff King George V., den Flugzeugträger Victorious, den schweren Kreuzer Berwick und sechs Zerstörer verstärkt. Am 6. März stach das deutsche Schlachtschiff in See und wurde gegen 19:40 Uhr von einem britischen U-Boot gesichtet; es kam jedoch zu keinem Kontakt, abgesehen von einem erfolglosen Torpedoangriff durch Flugzeuge der Victorious.
Ende März begleitete die Duke of York Konvoi PQ 13 von Loch Ewe nach Murmansk. Anfang April patrouillierten die Duke of York, die King George V und der Flugzeugträger zwischen Island und Norwegen, zum Schutz weiterer Konvois in die Sowjetunion. Am 6. Juni 1942 besuchte König Georg VI. die Home Fleet und bezog an Bord der Duke of York sein Quartier. Sie setzte Einsätze als Geleitschutz bis Mitte September fort und wurde anschließend ins Mittelmeer an die nordafrikanische Küste versetzt, wo sie sich im Rahmen von Operation Torch an der Anlandung der Alliierten in Algerien und Marokko beteiligte. Am 15. November wurde sie von der Nelson abgelöst und kehrte am 18. November in die Heimat zurück. Bei ihrer Ankunft am 26. November schloss sie sich erneut der Home Fleet an.

### Kampf gegen die Scharnhorst
Während der Passage des Konvois JW-55B verließ die Scharnhorst ihren Stützpunkt, um anzugreifen. Im folgenden Gefecht am 26. Dezember 1943 erzielte die Duke of York einen Treffer im Kesselraum der Scharnhorst, der ihr ein Entkommen unmöglich machte und schließlich zur Versenkung der Scharnhorst 100 km nördlich des Nordkaps führte. Nach dem Untergang der Scharnhorst und dem Rückzug der meisten schweren Schiffseinheiten der Kriegsmarine aus Norwegen war es nicht mehr länger notwendig, schwere Einheiten der Royal Navy in den britischen Gewässern zu stationieren.
Nach einer Modernisierung in Liverpool während des Jahres 1944, die auch Verbesserungen der Flak beinhaltete, wurde die Duke of York der britischen Pazifikflotte zugeteilt. Am 25. April 1945 stach sie mit Kurs Richtung Malta in See. Ein Problem mit den elektrischen Schaltkreisen des Schiffes verzögerte ihren Aufenthalt auf Malta, so dass sie Sydney erst am 29. Juli erreichte. Zu diesem Zeitpunkt war es für sie zu spät, um noch sinnvoll an den Feindseligkeiten gegen die Japaner teilzunehmen.
Anfang August wurde die Duke of York zusammen mit vier Flugzeugträgern und ihrem Schwesterschiff King George V der Task Force 37 zugeteilt. Ab dem 9. August führten die TF 37 und drei amerikanische Flugzeugträger-Task-Forces eine Reihe von Luftangriffen auf Japan durch, die bis zur Kapitulation am 15. August andauerten.

### Nachkriegszeit
Im September lief die Duke of York nach Hongkong aus, um sich der britischen Pazifikflotte anzuschließen. Am 6. Juni 1946 kehrte sie in die Heimat zurück und wurde nach ihrer Ankunft am 11. Juli in Devonport für eine Überholung ausgemustert. Nach dem Abschluss der Arbeiten wurde sie der Home Fleet zugewiesen, wo sie die King George V. als Flaggschiff ablöste. Im Dezember 1947 wurde sie erneut ausgemustert und bis zum Februar 1948 in Portsmouth überholt. Während der Winterkreuzfahrt von September bis November 1948 besuchte sie zusammen mit der Cleopatra Diadem und Sirius die West Indies und Bermuda. Im April 1949 wurde sie von dem Flugzeugträger Implacable als Flaggschiff abgelöst und der Reserve in Portsmouth zugeteilt. Im Juli 1949 wurde sie Flaggschiff der Reserve; am 2. September wurde sie von der Dido abgelöst und im November endgültig ausgemustert. Am 30. April 1957 wurde die Duke of York von der Marineliste gestrichen und am 18. Februar 1958 an Shipbreaking Industries zum Abwracken verkauft.

## Technik
Das Schiff hatten eine Gesamtlänge von 227,12 m, eine Breite von 31,45 m und einen maximalen Tiefgang von 10,90 m. Die Verdrängung lag zwischen 38.359 t. und 43.314 t.

### Antrieb
Das Schiff war mit vier Parsonsturbinen ausgestattet, die jeweils eine Welle antrieben und insgesamt 110.000 Shp (80.905 kW) entwickelten, mit der sie eine Höchstgeschwindigkeit von 28 Knoten (51,8 km/h) ermöglichten. Der Dampf wurde von acht Admiralty-Trommelkesseln mit einem Arbeitsdruck von 26 bis 28 bar geliefert. Die Schiffe konnten maximal 3.830 t Heizöl mitführen, was ihnen bei 10 Knoten (19 km/h) eine Reichweite von 15.600 Seemeilen (28.891 km) ermöglichte. Die Besatzungen der Schiffe bestanden aus 1400–1578 Offizieren und Mannschaft.

### Bewaffnung
Die Hauptbewaffnung bestand aus zehn 356-mm-Kanonen in einem Zwillingsturm vorne und zwei Vierfachtürmen, vor und hinter den Aufbauten. Die Geschütze des Zwillingsturms waren auf Mk-II-Lafetten mit einem Gewicht von 929 t gelagert, während die Kanonen der Vierfachtürme auf Mk-III-Lafetten mit einem Gewicht von 1.607 t montiert waren. Die Geschütze selbst wogen 80,865 t und hatten bei einer maximalen Elevation von 40 Grad und einer Mündungsgeschwindigkeit von 756 m/s eine Reichweite von 35.260 m. Die Kanonen feuerten die 721 kg schweren Granaten mit einer Kadenz von 2 Schuss pro Minute. Die Sekundärbewaffnung bestand aus sechzehn 133-mm-Schnellfeuergeschützen in acht Mk-I-Zwillingslafetten mit einem Gewicht von je 78 t. Das Geschütz selbst wog 4.362 t und hatte bei einer maximalen Elevation von 45 Grad und einer Mündungsgeschwindigkeit von 814 m/s eine Reichweite von 21.397 m. Außerdem hatten die Schiffe zur Flugabwehr 32 Stück 40-mm-2-Pfünder-„pom-pom“, zehn 40-mm-Bofors-Geschütze, fünfzehn 20-mm-Oerlikon-Maschinenkanonen und drei 20-fach-Glattrohrraketenwerfer installiert.

### Panzerung
Der Hauptpanzergürtel war 126 m lang und reichte bis knapp über die Außenflächen der Barbetten „A“ und „Y“ hinaus. Auf Höhe des Maschinenraums hatte er eine Stärke von 355 mm und auf Höhe der Magazine war er 381 mm dick. Die Oberkante des Panzergürtels befand sich auf der Höhe des Hauptdecks etwa 4,49 m über und 2,59 m unter der Wasserlinie. 254 bis 304 mm dicke Querschotten schlossen die vorderen und hinteren Enden der Gürtelpanzerung zwischen Haupt- und Unterdeck ab. Das Hauptdeck war zwischen 124 und 149 mm dick. Die Panzerung der Barbetten war zwischen 274 und 324 mm stark. Der Kommandoturm war mit 76 bis 101 mm gepanzert. Die Panzerungen der Geschütztürme waren an der Front 324, an den Seiten, 228 auf der Rückseite 174 und auf dem Dach 149 mm dick. Die Geschütztürme der 133-mm-Kanonen waren rundherum mit 38 mm Panzerung versehen. Der Splitterschutz für die Sekundärmagazine war ebenfalls 38 mm dick. Das Torpedoschott war 444 mm dick und erstreckte sich über die gesamte Länge des Panzergürtels.

### Sensoren
Die Hauptbewaffnung war mit einem Typ-285-Feuerleitradar ausgestattet. Der Feuerleitrechner achtern war mit einem Feuerleitradar Typ 274 ausgestattet und die Feuerleitrechner für die leichte Flugabwehr war mit einem Feuerleitradar Typ 283 ausgerüstet, die sich querab und achtern der Aufbauten befanden. Zusätzlich hatten die Schiffe ein Boden-Luft-Frühwarnradar Typ 277 und ein Sekundärradar zur Freund-Feind Unterscheidung vom Typ 242. Mit dem Typschiff der King-George-V-Klasse führte man 1940 den Mk-IV-Pom-pom-Zielrechner in der Royal Navy ein, was die King George V damit zum ersten Schiff der Welt machte, das über eine gyroskopische Zielverfolgung in tachymetrischen Flak-Zielrechnern verfügte.